# Тахіриди
Тахіриди (перс. سلسله‏ی طاهریان) — династія перського походження, що між 821 та 873 роками правила провінцією Хорасан Аббасидського халіфату, а також Багдадом з 820 по 891 рік. Засновником династії був Тахір ібн Гусейн, полководець халіфа аль-Мамуна. Столиця Хорасану спочатку була в Мерві, але потім змістилася в Нішапур. Хоча Хорасан залишався частиною Аббасидського халіфату, Тахіриди правили в ньому практично незалежно.
873 року Тахіриди поступилися правлінням Саффаридам. Тахіриди продовжували виконувати обов'язки управителів Багдада до 891 року.